# Nef de Burghley

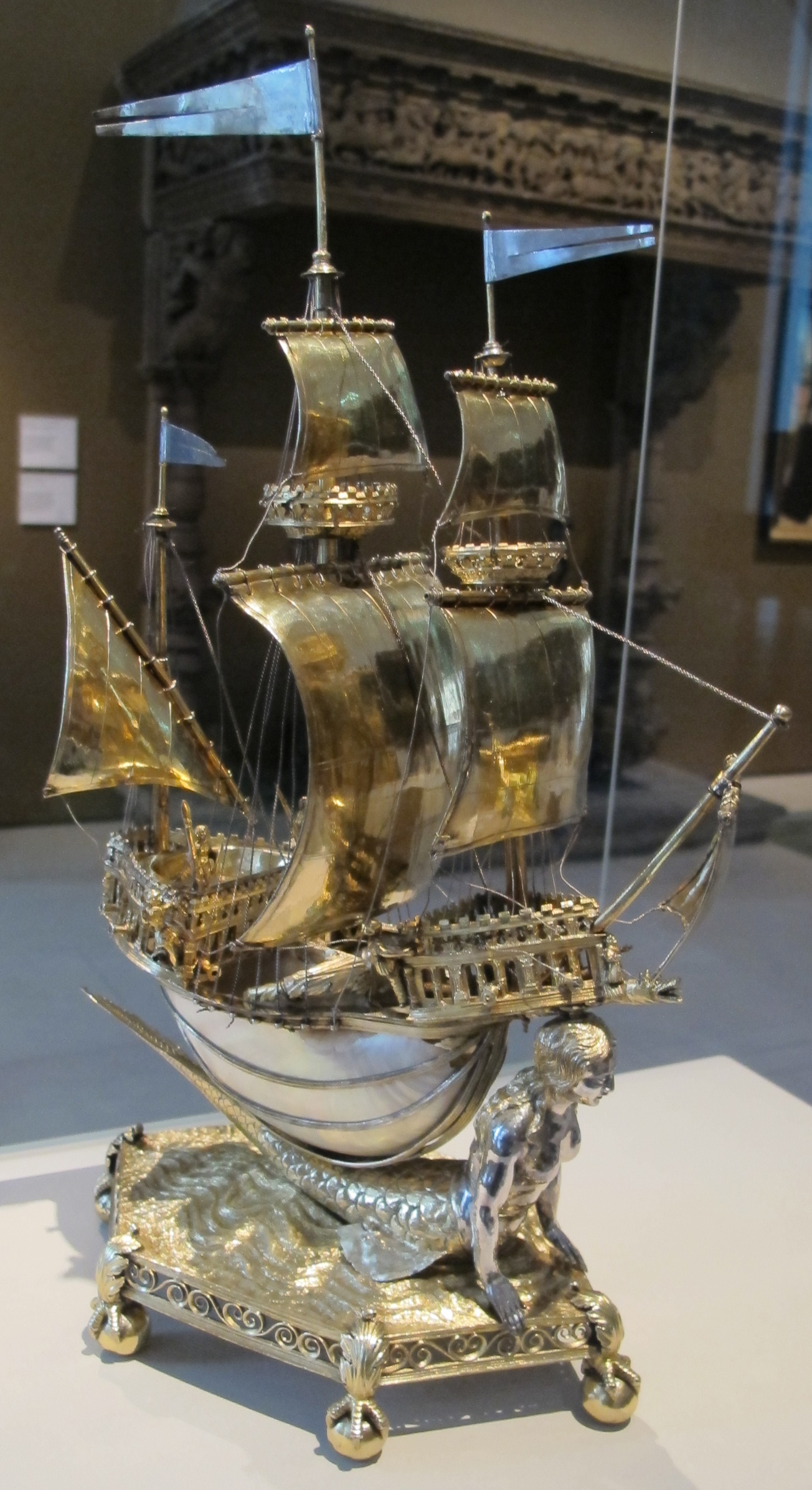
Nef de Burghley, 1527-1528, France, Victoria and Albert Museum n° M.60-1959

La Nef de Burghley est un surtout de table en vermeil faisant fonction de salière fabriqué à Paris en 1527–28 (ou peut-être avant).

## Contexte
Le terme Nef de table s'applique, en France médiévale, à une variété de récipients, en forme de bateaux, y compris des objets d’apparat les plus imposants présents sur les tables des personnalités. En plus d'avoir une qualité ornementale évidente, leur fonction était de contenir des couverts personnels ou, comme dans le cas présent, du sel ou des épices ; il y a en effet un compartiment détachable sur le pont arrière de la nef de Burghley qui a probablement été passé autour de la table. Le nautile, monté en argent, était à l'époque une curiosité naturelle rare.
Des enluminures de manuscrits médiévaux datant du XIVe siècle montrent des nefs similaires qui font office de symboles somptueux et publics sur la table à manger, marquant souvent la place de l'hôte ou de l'invité d'honneur. La miniature de janvier du manuscrit des Les Très Riches Heures du duc de Berry montre une grande nef placée à gauche du dîner principal, tout comme le tableau du même mois du bréviaire Grimani. Les nefs étaient particulièrement prisées en France et en Italie, où des inventaires nobles et royaux datant du XIIIe siècle énumèrent de nombreux navires en argent et en or, mais leur présence était plus répandue, atteignant l'Allemagne, l'Espagne et les Pays-Bas. Dans une culture où le don de cadeaux jouait un rôle majeur dans la diplomatie nationale, les nefs auraient satisfait la passion contemporaine pour le don et la réception d'œuvres d'orfèvrerie ingénieuses et finement ouvragées. La nef de Burghley aurait probablement été commandée spécialement, mais il ressort clairement des représentations contemporaines d'ateliers d'orfèvrerie que des nefs plus petites et moins élaborées faisaient partie du commerce de l'orfèvrerie médiévale.

## La Nef de Burghley
La nef de Burghley a probablement été, comme les autres nefs de table, placée devant la personne la plus importante à la table comme une marque de son statut. Elle se trouve dans les collections du Victoria and Albert Museum à Londres. Elle a été découverte à Burghley House en 1956 et vendue le 17 juillet 1959 lorsque David Burghley, sixième marquis d'Exeter a vendu aux enchères une partie de sa collection d'argenterie.

### Description
Le navire entier est assis sur le dos de la sirène qui repose sur une base hexagonale de vagues ondulantes avec six pieds à griffes tenant des boules. La coque est en nacre de nautile, la monture est en argent doré, en relief, ciselée, gravée et moulée, et ornée de perles. La nef mesure 34,8 cm de hauteur, 20,8 cm en longueur et 12,2 cm en largeur, et pèse 0,78 kilo.
Les détails comprennent un pont arrière crénelé, qui entoure un compartiment à sel amovible, et un gaillard avant, trois mâts avec des hauts de combat (dont deux sont suspendus avec une guirlande de perles), des voiles, des fanions et (ajouté ultérieurement) un gréement, une figure de tête en forme de tête de loup, de petites figures de marins se tenant sur le pont et un canon.
Au pied du mât principal de la nef de Burgley sont assises les petites figures des amants Tristan et Iseut, engagés dans une partie d'échecs, qui, selon la légende, auraient bu une potion d'amour et en auraient subi les conséquences tragiques.

Vue de détails
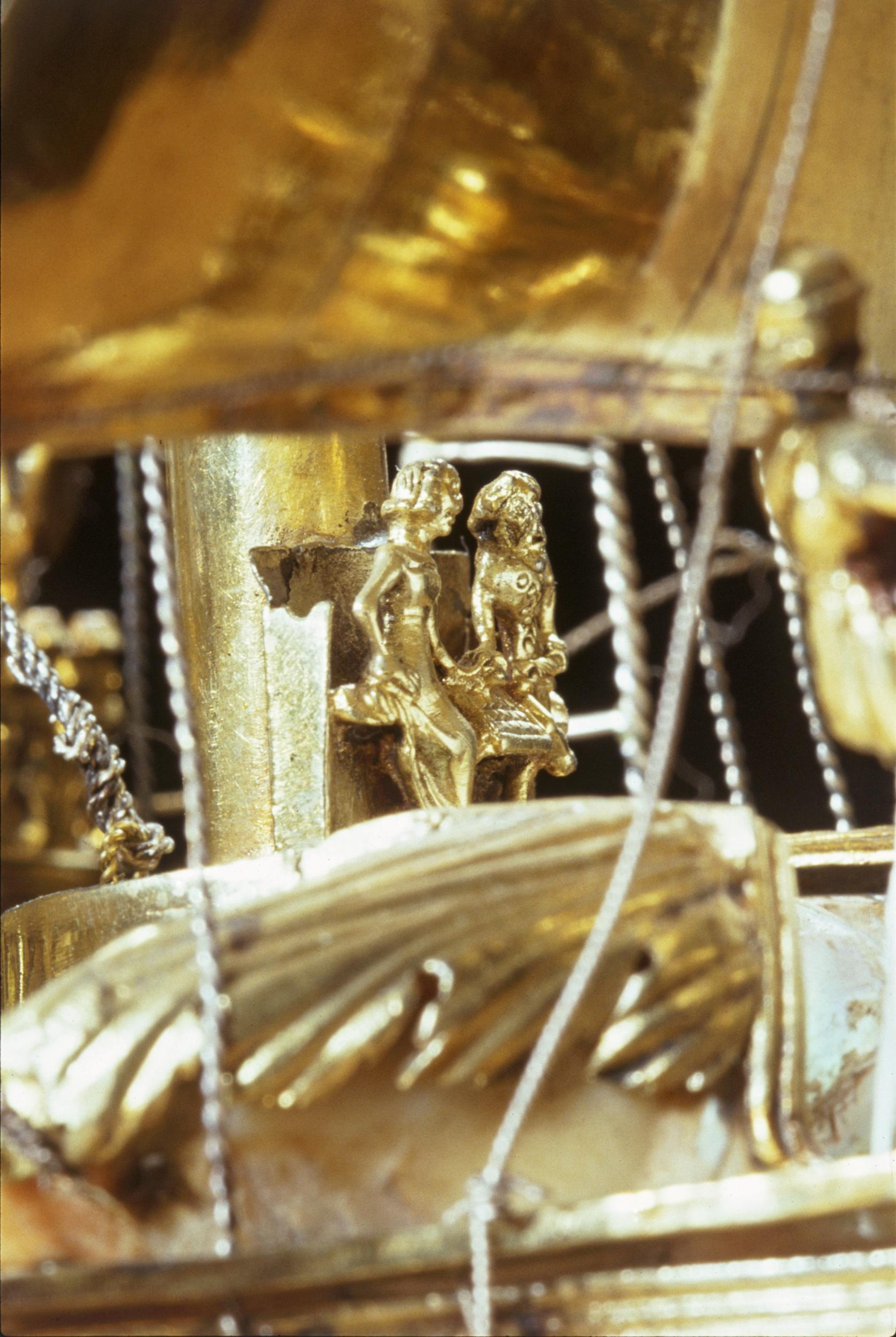
Tristan et Iseult
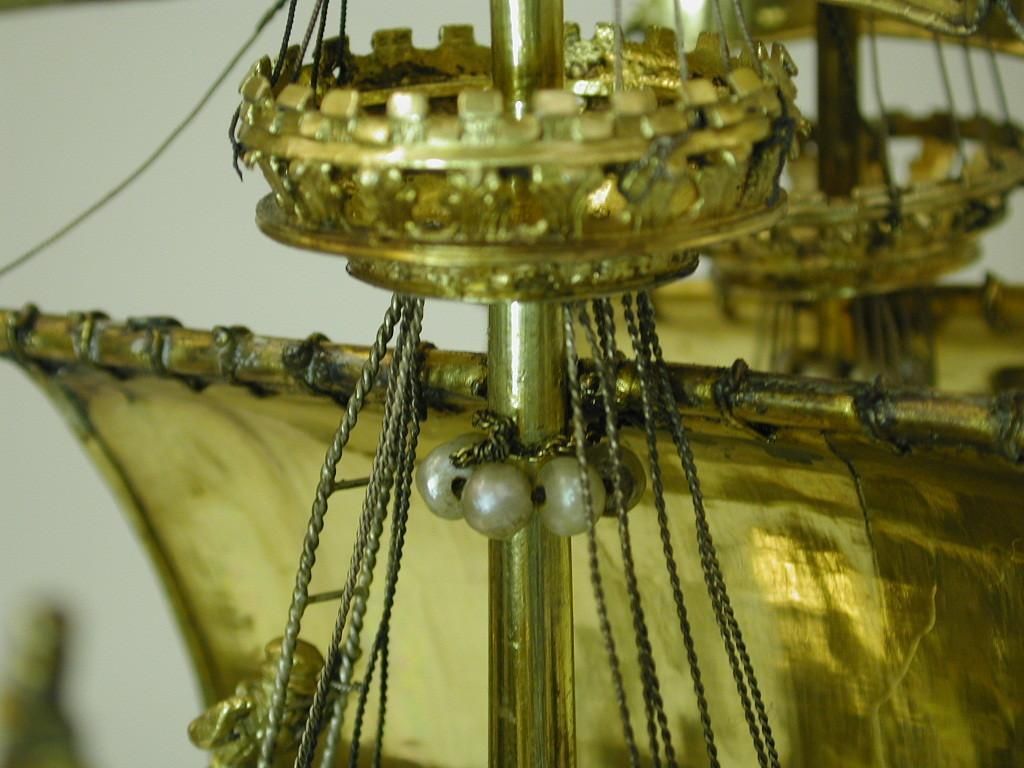
Corbeille de mat et perles
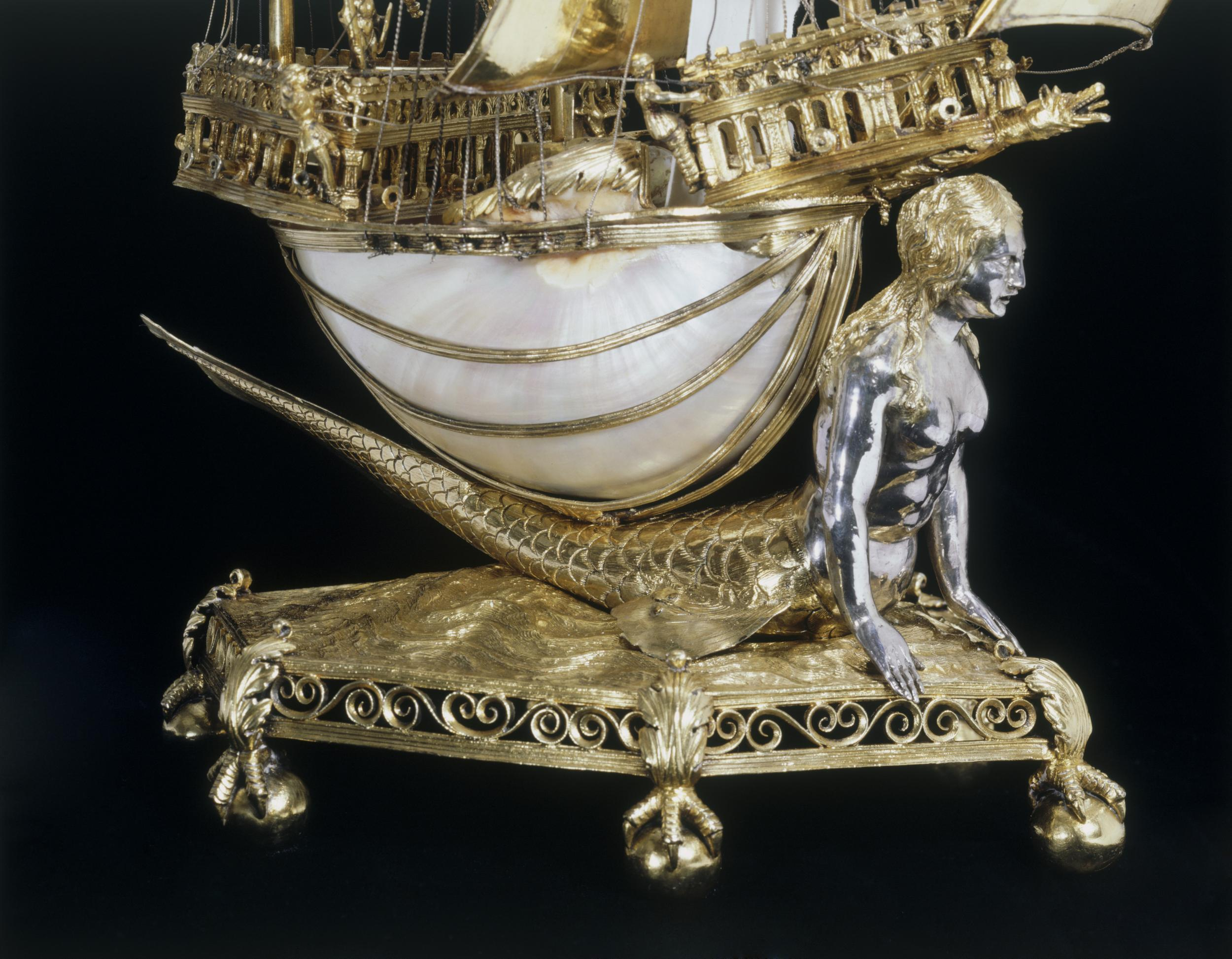
Base avec six pieds

### Origine
Des poinçons ont été trouvées sur la face supérieure de la base, dont l'un représente une lettre Y gothique couronnée. Selon les chercheurs, ce poinçon de jurande peut représenter les années 1482, 1505 ou 1527-28. La présence d'un ornement Renaissance sur la nef, stylistiquement proche de l'orfèvrerie française des années 1530, a été largement acceptée comme preuve que la dernière de ces trois dates, 1527-28, était la plus probable. Le poinçon d'orfèvre était autrefois attribué à Pierre le Flamand, un orfèvre probablement né en Flandre qui fut reçu à la corporation des orfèvres de Paris en 1462. Mais si la date de 1527-28 est acceptée pour des raisons stylistiques, cela donnerait au Flamand une durée de vie active improbable. La nef est donc plus vraisemblablement l'œuvre d'un autre orfèvre non identifié.

### Historique
La nef est découverte dans le sous-sol de Burghley House près de Stamford en 1956 par le spécialiste d'orfèvrerie Arthur Grimwade, chef du département d'argenterie de Christie's, alors qu'il dressait un inventaire de l'argenterie appartenant au 5e marquis d'Exeter. Aucun document mentionnant la nef n'est connu avant 1844, où une note manuscrite datée enregistre l'acquisition d'un « petit navire », peut-être cette nef, note qui est ajoutée à l'inventaire de 1824 de Burghley House. Vendue le 17 juillet 1959 comme lot 118 aux marchands d'orfèvrerie londoniens S. J. Phillips lorsque le 6e marquis d'Exeter vend aux enchères une partie de sa collection d'orfèvrerie chez Christie's, la nef est achetée la même année par le Victoria and Albert Museum avec les soutiens de la Worshipful Company of Goldsmiths et du National Art Collections Fund.

## Développements
D'autres nefs de table ont été créées, à peu près à la même époque. Ainsi, la nef de Schlüsselfeld, créée à Nuremberg en 1503, est également très élaborée ; de plus, la coupe, susceptible de contenir du liquide, se détache de la superstructure simplement posée dessus ; la nef de Charles Quint est en revanche une nef automate et n'a plus le rôle d'une nef de table.